# John Shea (Paläoanthropologe)

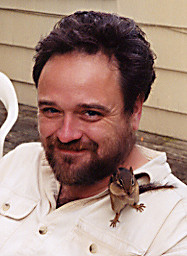
John Shea und Gerbil Chippy

John Joseph Shea (* 9. Mai 1960 in Hamilton, Massachusetts) ist ein US-amerikanischer Archäologe und Paläoanthropologe, der sich auf das Fachgebiet experimentelle Archäologie spezialisiert hat. Shea lehrt als Professor am Institut für Anthropologie der Stony Brook University im Bundesstaat New York.

## Leben
John Shea wuchs als ältester von drei Söhnen einer Arbeiterfamilie im Osten von Massachusetts auf. Sein Biologielehrer ermunterte ihn, ein College zu besuchen, nachdem er sich bereits auf der Highschool die Technik der Feuerstein-Bearbeitung beigebracht hatte. An der Boston University studierte er daraufhin Archäologie und Anthropologie und erwarb 1982 den Bachelorgrad. Danach wechselte Shea an die Harvard University, wo er 1991 den Magistergrad im Fachgebiet Anthropologie erwarb und im gleichen Jahr auch den Doktorgrad mit einer Dissertation über The Behavioral Significance of Levantine Mousterian Industrial Variability. Während seiner Studienzeit vertiefte er seine Kenntnisse im Herstellen von Steinwerkzeugen und wurde so zu einem Experten für experimentelle Archäologie.
Seit 2010 ist er Full Professor an der Stony Brook University. Ferner gehört er zum Forschungsteam des Turkana Basin Institute in Kenia.

## Forschung
John Shea analysierte unter anderem in standardisierten Versuchsanordnungen steinerne Speerspitzen im Stil der Levalloistechnik, um deren optimale Form zu rekonstruieren. Bereits 1987/88 hatte er in Experimenten nachgewiesen, dass es möglich ist, anhand von Gebrauchsspuren und Abbruchstellen zu rekonstruieren, ob Projektilspitzen im Paläolithikum als Jagdwaffen genutzt wurden.
Seit dem Jahr 2000 erforscht John Shea im Tal des Flusses Omo im Süden Äthiopiens die Hinterlassenschaften einer Population früher anatomisch moderner Menschen (Homo sapiens), deren Fossilien erstmals 1969 wissenschaftlich beschrieben worden waren. Diese als Omo 1 und Omo 2 bekannten Fundstücke waren zunächst auf ein Alter von rund 130.000 Jahren datiert worden; im Rahmen des von Shea mitgestalteten Forschungsprojekts wurde jedoch ein Alter von 190.000 bis 200.000 Jahren ermittelt, was sie als die ältesten bislang bekannten Funde von Homo sapiens ausweist. Aus dem Vergleich der in den Fundschichten von Omo 1 und 2 entdeckten Steinwerkzeuge mit wesentlich jüngeren Werkzeugfunden leitete Shea ab, dass „die ersten H. sapiens schon vor ungefähr 200.000 Jahren ein Erkenntnisvermögen hatten, das unserem heutigen vollständig gleichwertig war.“ Damit widersprach er der seit langem von anderen Paläoanthropologen vertretenen Hypothese, dass es im Verlauf des Mittelpaläolithikums einen allmählichen Prozess der Modernisierung gegeben habe.